# André-Louis Daniëls
André-Louis Daniëls (Oostende, 4 mei 1883 – Oostende, 5 december 1976) was een Belgische architect. Hij was geïnspireerd door de burgerlijke klassieke bouwstijlen die uitmondden in een eclectische stijl met neo-Lodewijk XV accenten. 
Hij studeerde van 1900 tot 1904 aan de Academie voor Schone Kunsten in Antwerpen. In 1940 was hij gedurende een zevental maanden gemeenteraadslid in Oostende.

## Bouwwerken
André-Louis Daniëls ontwierp een groot aantal gebouwen in Oostende waaronder:
- het Palais des Thermes (nu Thermae Palace) in 1929-1933 (samen met de Franse architecten Flegenheimer, Bard & Garella)
- de woning voor de familie Deweert, ontworpen in 1910
- het huis op de hoek van de H. Serruyslaan en de Witte Nonnenstraat, wat al is dat nog overblijft van een volledig huizenblok
- het gebouw aan het Wapenplein op de hoek van de Adolf Buylstraat en de Vlaanderenstraat
- het vroegere hotel ‘Beau Séjour’ van 1928 op de hoek van de Leon Spilliaertstraat en de Van Iseghemlaan. Dit hotel, nu de Lido 2000, zal tegen april 2009 gerenoveerd en omgevormd worden tot het kunstcentrum en –hotel Mondo.
- het pand gelegen aan de kerk Bredene duinen, wordt in de volksmond klein kasteeltje genoemd. Opgetrokken in opdracht van een antiekhandelaar.